# Chris Chase
Chris Chase (nombre de nacimiento Irene Greengard; Nueva York, 12 de enero de 1924 – Nueva York, 31 de octubre de 2013), también conocida como Irene Kane, fue una modelo, actriz, escritora y periodista estadounidense. Su papel más conocido es el de El beso del asesino, la ópera prima de Stanley Kubrick. Posteriormente, escribió libros y célebres autobiografías. Su hermano pequeño fue el neurocientífico y Premio Nobel Paul Greengard.

## Biografía
Hija de Pearl (nombre de soltera Meister) y Benjamin Greengard en 1924, Irene Greengard posó como modelo para la revista Vogue. El fotógrafo Bert Stern, que la había fotografiado para esta revista, le presentó a Stanley Kubrick que le dio el papel principal de El beso del asesino. Allí tomó el nombre de Irene Kane y apareció en numerosas producciones de Broadway.

## Vida privada
El 3 de junio de 1962, Kane se casó con Michael Chase (1932), un productor de televisión e hijo de la guionista Mary Chase. Tomó el nombre de su marido para seguir su carrera. Como Chris Chase, se volcó en el periodismo, trabajando para el The New York Times, y escribiendo libros sobre como perder peso y numerosas biografías. Chase y su marido tuvieron un accidente de coche en abril de 1975 donde tuvo graves heridas.
Después de un breve paso por el CBS Morning News, Chase fichó por la CNN en 1980 y estuvo allí hasta 1986, siendo la presentadora del Media Watch (CNN show) en 1985. Es coautora de célebres biografía como las de Rosalind Russell, Betty Ford y Alan King.
Chase falleció de un cáncer pancreático el 31 de octubre de 2013 en su casa de Nueva York.

## Actriz

### Cine y televisión
- El beso del asesino (Killer's Kiss) (1955)
- Love of Life (1962–65)
- Naked City (1958, 1963)
- All That Jazz (1979; acreditada como Chris Chase)
- Stanley Kubrick: A Life in Pictures (2001; acreditada como Chris Chase)

### Teatro
- Tenderloin (1960)
- The Ponder Heart (1956)
- Threepenny Opera (1955)

## Libros
- The Great American Waistline, ISBN 978-0698110694
- Life Is A Banquet con Rosalind Russell, ISBN 978-0394421346
- Times of My Life con Betty Ford, ISBN 978-0-06-011298-1
- Betty: A Glad Awakening con Betty Ford, ISBN 978-0-385-23502-0
- How to Be a Movie Star, or A Terrible Beauty Is Born, ISBN 9780060107260, ISBN  978-0425041949
- Josephine: The Josephine Baker Story con Jean-Claude Baker, ISBN 978-1558504721
- Name Dropping con Alan King, ISBN 978-1439143438